# Louis Mountbatten, Bá tước Mountbatten thứ 1 của Miến Điện
Louis Francis Albert Victor Nicholas Mountbatten, Bá tước Mountbatten thứ nhất của Miến Điện (tên khai sinh là Hoàng tử Louis của Battenberg; 25 tháng 6 năm 1900 – 27 tháng 8 năm 1979), là một thành viên của hoàng gia Anh, sĩ quan Hải quân Hoàng gia và chính khách. Ông là chú ruột của Philippos của Hy Lạp và Đan Mạch, Công tước xứ Edinburgh, phu quân của Nữ vương Elizabeth II. Trong Chiến tranh Thế giới thứ hai, ông là Tư lệnh Đồng minh Tối cao, Bộ Tư lệnh Đông Nam Á. Ông là Phó vương cuối cùng của Ấn Độ thuộc Anh, và là Toàn quyền đầu tiên của Lãnh thổ tự trị Ấn Độ.
Ông sinh ra tại Windsor, Berkshire, thuộc Gia tộc Battenberg (trước đây là một nhánh của Vương tộc Hesse-Darmstadt, những người cai trị Đại công quốc Hesse ở Đức). Mountbatten theo học tại Đại học Hải quân Hoàng gia, Osborne, trước khi gia nhập Hải quân Hoàng gia năm 1916. Ông đã tham gia vào giai đoạn kết thúc của Chiến tranh Thế giới thứ nhất, và sau chiến tranh một thời gian ngắn theo học tại Christ's College thuộc Đại học Cambridge. Trong suốt thời kỳ giữa các cuộc chiến, Mountbatten tiếp tục theo đuổi sự nghiệp hải quân, chuyên về thông tin liên lạc hải quân.
Sau khi Chiến tranh Thế giới thứ hai bùng nổ, Mountbatten chỉ huy tàu khu trục HMS Kelly (F01) và Đội tào khu trục số 5, ông đã trực tiếp chứng kiến những trận chiến ở Na Uy, Eo biển Anh và Địa Trung Hải. Tháng 8/1941, ông nhận quyền chỉ huy tàu sân bay HMS Illustrious (87). Ông được bổ nhiệm làm người đứng đầu Tác chiến Liên hợp và là thành viên của Ủy ban Tham mưu trưởng vào đầu năm 1942, và tổ chức các cuộc đột kích vào St Nazaire Raid và Trận Dieppe. Vào tháng 8/1943, Mountbatten trở thành Tư lệnh Đồng minh Tối cao của Bộ Tư lệnh Đông Nam Á và giám sát việc tái chiếm Miến Điện và Singapore từ tay Đế quốc Nhật Bản vào cuối năm 1945.
Vào tháng 3/1947, Mountbatten được bổ nhiệm làm Phó Vương của Ấn Độ và giám sát Phân vùng của Ấn Độ thuộc Anh để trao quyền tự trị cho Ấn Độ và Pakistan. Sau đó, ông giữ chức Toàn quyền đầu tiên của Lãnh thổ tự trị Ấn Độ cho đến tháng 6/1948. Năm 1952, Mountbatten được bổ nhiệm làm Tổng tư lệnh Hạm đội Địa Trung Hải của Anh và Tư lệnh Lực lượng Đồng minh NATO tại Địa Trung Hải. Từ năm 1955 đến năm 1959, ông là Đệ nhất Hải quân, một vị trí đã được cha ông, Louis xứ Battenberg, nắm giữ khoảng 40 năm trước đó. Sau đó, ông giữ chức Tham mưu trưởng Quốc phòng cho đến năm 1965, khiến ông trở thành người đứng đầu Lực lượng Vũ trang Anh trong thời gian lâu nhất, tính cho đến nay. Trong thời kỳ này Mountbatten cũng giữ chức Chủ tịch Ủy ban Quân sự NATO trong một năm.
Vào tháng 8/1979, Mountbatten bị ám sát bởi một quả bom được cài trên thuyền đánh cá của ông ở Mullaghmore, Hạt Sligo, Ai Len, bởi các thành viên của Quân đội Cộng hòa Ireland lâm thời. Ông được tổ chức tang lễ trọng thể tại Tu viện Westminster và được chôn cất tại Tu viện Romsey ở Hampshire.

## Cuộc sống đầu đời

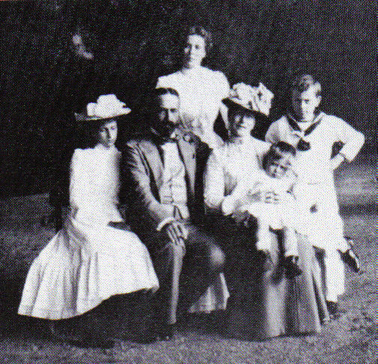
Victoria của Hessen và Rhein, Louis xứ Battenberg và bốn người con của họ là Alice, Louise, George và Louis vào năm 1902.

Hoàng tử Louis của Battenberg sinh ngày 25/06/1900 tại Nhà Frogmore ở Home Park, Windsor, Barkshire, Vương quốc Anh. Ông là con út và là con trai thứ 2 của Louis xứ Battenberg và vợ là Victoria của Hessen và Rhein. Ông bà ngoại của ông là Ludwig IV của Hessen và Rhein và Alice của Liên hiệp Anh - con gái của Victoria của Anh và Albrecht xứ Sachsen-Coburg và Gotha. Ông bà nội của ông là Hoàng tử Alexander của Hesse và Rhine và Julia, Công chúa của Battenberg. Cuộc hôn nhân của ông bà nội Louis không được môn đăng hộ đối, vì bà nội ông không thuộc dòng dõi hoàng tộc; điều này khiến cho ông và cha của mình chỉ được phong "Serene Highness", chứ không đủ điều kiện để được phong tước vị "Grand Ducal Highness". Anh chị em của ông bao gồm: Alice xứ Battenberg (sau trở thành vợ của Andreas của Hy Lạp và Đan Mạch và là mẹ của Philip, Vương tế Anh); Louise xứ Battenberg (sau trở thành Vương hậu Thuỵ Điển); Hoàng tử George của Battenberg (sau là George Mountbatten, Hầu tước thứ 2 xứ Milford Haven).
Ông được làm lễ rửa tội tại phòng khách lớn của Frogmore House vào ngày 17/07/1900, bởi giáo sĩ Philip Eliot, người đứng đầu của Nhà nguyện Thánh George ở lâu đài Windsor. Cha mẹ đỡ đầu của ông, bao gồm: Victoria của Anh, Nikolai II của Nga và Hoàng tử Francis Joseph của Battenberg.
Biệt danh của Louis được gọi trong gia đình và bạn bè là "Dickie", lúc đầu bà cố của ông là Victoria của Anh đề xuất tên gọi là "Nicky", nhưng để tránh nhầm lẫn với nhiều biệt danh của Hoàng gia Nga (Nicky được dùng để chỉ Nikolai II của Nga), "Nicky" đã được đổi thành "Dickie".
Trong 10 năm đầu đời, Louis được giáo dục tại nhà; sau đó ông được gửi đến Trường Lockets Park ở Hertfordshire và tiếp tục đến Đại học Hải quân Hoàng gia, Osborne, vào tháng 5/1913. Em gái của mẹ ông là Alix của Hessen và Rhein (Hoàng hậu Nga Aleksandra Fyodorovna). Thời thơ ấu, ông có dịp đến thăm "Imperial Court of Russia" tại St. Petersburg và trở nên thân thiết với Hoàng gia Nga, điều này đã nuôi dưỡng tình cảm đặc biệt giữa ông với người chị họ Nữ Đại công tước Maria Nikolayevna, ông đã treo bức ảnh của 2 người ở bên giường ngủ suốt phần đời còn lại.
Từ năm 1914 đến năm 1918, Vương quốc Anh cùng các đồng minh của mình tham gia chiến tranh chống lại các cường quốc thuộc Liên minh Trung tâm, dẫn đầu bởi Đế quốc Đức. Để xoa dịu tình cảm dân tộc chủ nghĩa của người Anh, Vua George V đã ban hành một tuyên bố hoàng gia, quyết định đổi tên Hoàng tộc Saxe-Coburg và Gotha (nguồn gốc Đức) thành Hoàng tộc Windsor (đặt tên theo lâu đài Windsor). Những người thân gốc Đức của Hoàng gia Anh đã lần lượt làm theo chiếu chỉ của nhà vua, cha của Louis từ bỏ tước hiệu và tên họ gốc Đức của mình và lấy họ là Mountbatten. Cha của ông sau đó đã được trao cho tước vị: Hầu tước của Milford Haven.

## Sự nghiệp

### Sự nghiệp ban đầu

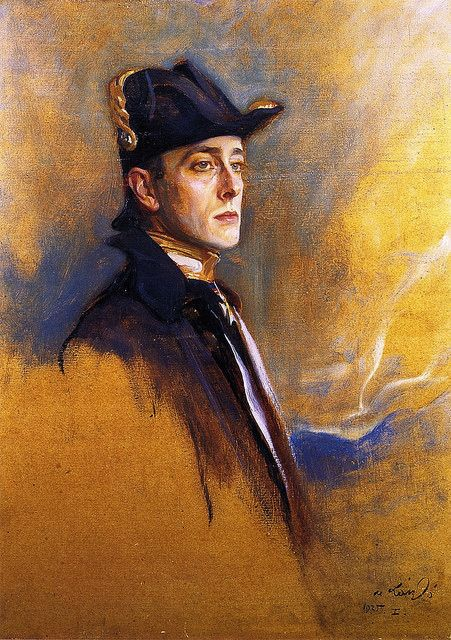
Tranh vẽ bởi Philip de László, 1925

Mountbatten được bổ nhiệm làm trung uý hải quân trên tàu tuần dương HMS Lion vào tháng 7 năm 1916 và tháng 8 năm 1916, được chuyển sang thiết giáp hạm HMS Queen Elizabeth trong giai đoạn kết thúc của Chiến tranh thế giới thứ nhất. Vào tháng 6 năm 1917, khi gia đình hoàng gia ngừng sử dụng tên và tước vị tiếng Đức, thay vào đó sử dụng từ "Windsor" có âm thanh giống tiếng Anh hơn để làm họ, Louis xứ Battenberg trở thành Louis Mountbatten và được ban tước hiệu Hầu tước xứ Milford Haven. Con trai thứ hai của ông nhận được tước hiệu lịch sự là Lãnh chúa Louis Mountbatten và được gọi là Lãnh chúa Louis cho đến khi ông được tạo ra tước vị trong đẳng cấp quý tộc vào năm 1946. Ông đã có chuyến thăm 10 ngày tới Mặt trận phía Tây, vào tháng 7 năm 1918.
Ông được bổ nhiệm làm sĩ quan điều hành (chỉ huy thứ hai) của tàu chiến nhỏ HMS P. 31 thuộc Lớp P sloop vào ngày 13 tháng 10 năm 1918, và được thăng cấp thiếu úy vào ngày 15 tháng 1 năm 1919. Mountbatten theo học tại Đại học Christ's College, Cambridge, trong hai kỳ, bắt đầu từ tháng 10 năm 1919, nơi ông nghiên cứu văn học Anh (bao gồm John Milton và Lord Byron) trong một chương trình được thiết kế để nâng cao trình độ học vấn của các sĩ quan cấp dưới đã bị hạn chế bởi chiến tranh. Ông đã được bầu một nhiệm kỳ vào Ủy ban Thường vụ của Hội Liên hiệp Cambridge và trong thời gian đó, ông bị cho là có thiện cảm với Đảng Lao động, lần đầu tiên nổi lên như một đảng tiềm năng có thể lập chính phủ.
Tháng 3/1920, Mountbatten đã tháp tùng Hoàng tử Edward, Thân vương xứ Wales trên tàu tuần dương HMS Renown trong chuyến công du đến Úc. Ông được thăng cấp trung úy vào ngày 15 tháng 4 năm 1920. HMS Renown quay trở lại Portsmouth vào ngày 11 tháng 10 năm 1920. Đầu năm 1921, các nhân viên Hải quân Hoàng gia được sử dụng cho các nhiệm vụ phòng thủ dân sự khi tình trạng bất ổn công nghiệp nghiêm trọng dường như sắp xảy ra. Mountbatten đã phải chỉ huy một trung đội ở miền Bắc nước Anh, nhiều người trong số họ chưa từng cầm súng trường nào trước đây. Ông chuyển sang tàu tuần dương HMS Repulse vào tháng 3 năm 1921 và đi cùng Thân vương xứ Wales trong chuyến công du của Hoàng gia đến Ấn Độ thuộc Anh và Nhật Bản  Edward và Mountbatten đã hình thành một tình bạn thân thiết trong chuyến đi này. Mountbatten vẫn được giữ lại phục vụ sau đợt cắt giảm chi tiêu và nhân sự của chính phủ Anh năm 1920. 52% sĩ quan cùng đợt tốt nghiệp của ông đã phải rời Hải quân Hoàng gia vào cuối năm 1923; mặc dù ông được cấp trên đánh giá cao, nhưng có tin đồn rằng những sĩ quan giàu có và có quan hệ tốt thường được giữ lại. Ông được phục vụ trên thiết giáp hạm HMS Revenge thuộc Hạm đội Địa Trung Hải vào tháng 1 năm 1923.
Để theo đuổi sở thích của mình trong phát triển công nghệ và thiết bị, Mountbatten đã đăng ký học Trường Tín hiệu Portsmouth vào tháng 8 năm 1924, và sau đó đã theo học một thời gian ngắn ngành điện tử tại Đại học Hải quân Hoàng gia, Greenwich. Mountbatten trở thành thành viên của Viện Kỹ sư Điện (IEE), nay là Viện Kỹ thuật và Công nghệ (IET). Năm 1926, ông được phục vụ trên thiết giáp hạm HMS Centurion thuộc Hạm đội Dự bị (Vương quốc Anh) và trở thành Trợ lý Sĩ quan Tín hiệu và Không dây Hạm đội của Hạm đội Địa Trung Hải dưới quyền chỉ huy của Đô đốc Sir Roger Keyes vào tháng 1 năm 1927. Được thăng cấp chỉ huy trưởng vào ngày 15 tháng 4 năm 1928, ông trở lại Trường Tín hiệu vào tháng 7 năm 1929 với tư cách là Giảng viên Không dây Cấp cao. Ông được bổ nhiệm làm Sĩ quan Không dây Hạm đội cho Hạm đội Địa Trung Hải vào tháng 8 năm 1931 và được thăng chức chỉ huy vào ngày 31 tháng 12 năm 1932, được biên chế phục vụ trên thiết giáp hạm HMS Resolution.
Vào tháng 7 năm 1939, Mountbatten đã được cấp bằng sáng chế (Số 508,956 của Vương quốc Anh) cho một hệ thống duy trì tàu chiến ở một vị trí cố định so với một tàu khác.
Trong Bộ Hải quân, Mountbatten được gọi là "Bậc thầy của thảm họa" vì khả năng gây rối của mình.

## Đời tư

### Tình dục
Ron Perks, người lái xe của Mountbatten ở Malta vào năm 1948, nói rằng đã từng đưa Mountbatten đến thăm Red House, một nhà thổ dành cho người đồng tính cao cấp ở Rabat được các sĩ quan hải quân sử dụng. Andrew Lownie, một thành viên của Hiệp hội Lịch sử Hoàng gia, đã viết rằng Cục Điều tra Liên bang Hoa Kỳ (FBI) đã lưu giữ các hồ sơ liên quan đến cáo buộc đồng tính luyến ái của Mountbatten. Lownie cũng đã phỏng vấn một số nam thanh niên tuyên bố có quan hệ tình cảm với Mountbatten. John Barratt, thư ký riêng và cá nhân của Mountbatten trong 20 năm, khẳng định rằng Mountbatten không phải là một người đồng tính luyến ái, và nếu ông ấy quả thật là người đồng tính thì không thể che đậy điều này trước công chúng.

### Công trình được trích dẫn
- Dimbleby, Jonathan (1994). The Prince of Wales: A Biography. New York: Morrow. ISBN 978-0-688-12996-5.
- Gilbert, Martin (1988). Never Despair: Winston Churchill 1945–65. London: Minerva. ISBN 978-0-7493-9104-1.
- Grove, Eric, and Sally Rohan. "The Limits of Opposition: Admiral Earl Mountbatten of Burma, First Sea Lord and Chief of Naval Staff." Contemporary British History 13.2 (1999): 98-116.
- Guha, Ramachandra (2008). India After Gandhi: The History of the World's Largest Democracy. London: Pan. ISBN 978-0-330-39611-0.
- Healey, Denis (1989). The Time of My Life. London: Michael Joseph. ISBN 978-0-413-77796-6.
- Heathcote, Tony (2002). The British Admirals of the Fleet 1734–1995. Havertown: Pen & Sword. ISBN 978-0-85052-835-0.
- Hicks, Pamela (2012). Daughter of Empire: Life as a Mountbatten. London: Weidenfeld & Nicolson. ISBN 978-0-297-86482-0.
- Junor, Penny (2005). The Firm: The Troubled Life of the House of Windsor. New York: Thomas Dunne Books. ISBN 978-0-312-35274-5.
- Khan, Yasmin (2007). The Great Partition: The Making of India and Pakistan. New Haven: Yale University Press. ISBN 978-0-300-12078-3.
- King, Greg & Wilson, Penny (2003). The Fate of the Romanovs. Hoboken, NJ: Wiley. ISBN 978-0-471-20768-9.
- Lee, Brian (1999). British Royal Bookplates. Aldershot: Scolar Press. ISBN 978-0-85967-883-4.
- Moloney, Ed (2002). A Secret History of the IRA. Allen Lane. ISBN 978-0-393-32502-7.
- Marsh, Edgar J. (1966). British Destroyers: A History of Development, 1892–1953. Guildford, England: Billing & Sons.
- Montefiore, Simon Sebag (2004). Stalin: The Court of the Red Tsar. New York: Knopf. ISBN 978-1-4000-4230-2.
- Montgomery-Massingberd, Hugh (1973). Burke's Guide to the Royal Family. London: Burke's Peerage. ISBN 978-0-220-66222-6.
- Niemi, Robert (2006). History in the Media: Film and Television. Santa Barbara, CA: ABC-CLIO. ISBN 978-1-57607-952-2 – qua Google Books.
- Nordenvall, Per (1998). Kungl. Serafimerorden 1748–1998 [The Royal Order of the Seraphim 1748–1998] (bằng tiếng Thụy Điển). Stockholm: Kungl. Maj:ts orden. ISBN 978-91-630-6744-0.
- O'Brien, Brendan (1995). The Long War: The IRA and Sinn Féin. Dublin: The O'Brien Press. ISBN 978-0-86278-606-9.
- Otway, Lieutenant-Colonel T.B.H. (1990). The Second World War 1939–1945 Army – Airborne Forces. Imperial War Museum. ISBN 978-0-901627-57-5.
- Park, Keith (tháng 8 năm 1946). Air Operations in South East Asia 3rd May 1945 to 12th September 1945 (PDF). London: War Office – qua Hyperwar Foundation. published in "No. 39202". The London Gazette (Supplement). ngày 13 tháng 4 năm 1951. tr. 2127–2172.
- Pender, Paul (2012). The Butler Did It: My True and Terrifying Encounters with a Serial Killer. Edinburgh: Mainstream. ISBN 978-1-78057-561-2.
- Powell, Charles (1996). Juan Carlos of Spain. Houndmills: MacMillan Press, St. Antony's Series. ISBN 978-0-333-54726-7.
- Sardesai, Damodar (2007). India: The Definitive History. Boulder, CO: Westview. ISBN 978-0-8133-4352-5.
- Schofield, Victoria (2010). Kashmir in Conflict: India, Pakistan and the Unending War. New York: I.B.Tauris. ISBN 978-1-84885-105-4.
- Smith, Adrian (2010). Mountbatten: Apprentice War Lord 1900–1943. London: I B Tauris & Co Ltd. ISBN 978-1-848-85374-4.
- Smith, Adrian (2012), "Rewriting History? Admiral Lord Mountbatten's Efforts to Distance Himself From the 1956 Suez Crisis", Contemporary British History, 26 (4): 489–508
- Smith, Adrian (2013), "Resignation of a First Sea Lord: Mountbatten and the 1956 Suez Crisis", History, 98 (329): 105–134 – qua jstor
- Stoessinger, John (2010). Why Nations Go to War?. Boston: Wadsworth–Cengage Learning. ISBN 978-0-495-79718-0.
- Talbot, Ian & Singh, Gurharpal (2009). The Partition of India. Cambridge: Cambridge University Press. ISBN 978-0-521-67256-6.
- Thompson, Julian (2001). The Royal Marines: From Sea Soldiers to a Special Force. London: Pan. ISBN 978-0-330-37702-7.
- Vickers, Hugo (2000). Alice, Princess Andrew of Greece. London: Hamish Hamilton. ISBN 978-0-241-13686-7.
- Villa, Brian Loring (1989). Unauthorised Action: Mountbatten and the Dieppe Raid. Oxford: Oxford University Press. ISBN 978-0-19-540804-1.
- White, Matthew (2012). The Great Big Book of Horrible Things. New York: W. W. Norton. ISBN 978-0-393-08192-3.
- Wheen, Francis (2001). Tom Driberg: The Soul of Indiscretion. London: Fourth Estate. ISBN 978-1-84115-575-3.
- Wolpert, Stanley A. (2006). Shameful Flight: The Last Years of the British Empire in India. Oxford: Oxford University Press. ISBN 978-0-19-539394-1.
- Ziegler, Philip (1985). Mountbatten: The Official Biography. London: HarperCollins. ISBN 978-0-00-216543-3.
- ———  (1989). From Shore to Shore: The Tour Diaries of Earl Mountbatten of Burma 1953–1979. London: HarperCollins. ISBN 978-0-00-217606-4 – qua Google Books.
- ———  (tháng 1 năm 2011) [first published 2004]. "Mountbatten, Louis Francis Albert Victor Nicholas, first Earl Mountbatten of Burma (1900–1979)". Oxford Dictionary of National Biography . Oxford University Press. doi:10.1093/ref:odnb/31480. (yêu cầu Đăng ký hoặc có quyền thành viên của thư viện công cộng Anh.)
- Zuckerman, Lord (tháng 11 năm 1981). "Earl Mountbatten of Burma, KG, OM ngày 25 tháng 6 năm 1900 – ngày 27 tháng 8 năm 1979". Biographical Memoirs of Fellows of the Royal Society. Quyển 27. tr. 354–366. doi:10.1098/rsbm.1981.0014. JSTOR 769876.